# 桂文治 (8代目)
8代目 桂 文治（かつらぶんじ）1883年1月21日 - 1955年5月20日）は落語家。生前は落語協会所属。本名∶山路 梅吉。出囃子∶『木賊刈り』。母が6代目桂文治の後妻になったためにのちに養子となる。また妻の父は桂文太郎。

## 経歴
東京の生まれ。はじめは義太夫語りの竹本識古太夫（または梅太夫）を名乗る。1898年5月に6代目三笑亭可楽に入門し、翁家さん勝となる。その後母が大師匠6代目桂文治の後妻になった関係で養子となる。1902年5月に4代目桂才賀と名乗り二ツ目昇進。
1906年頃上方で修業し、1908年9月に3代目桂文枝の門下で4代目桂慶枝となる。師匠文枝死去に伴い、1909年頃に2代目三遊亭圓馬の門下で2代目三遊亭小圓馬に改名。東京に戻り、1911年に桂大和、1913年4月に7代目翁家さん馬を襲名する。この頃から落語研究会の前座に抜擢され、1917年に演芸会社で若手真打となる。1929年10月に8代目桂文治を襲名した。7代目桂文治は、6代目桂文治が一代に限って上方へ戻す約束としていたため、文治の名跡は再び江戸系統に移った。
1947年に落語協会初代会長4代目柳家小さんが急死したため、2代目会長に就任する。以後1955年に死去するまで会長を務めた。後任は元弟子の8代目桂文楽であった。
1955年5月20日に死去した。享年73（満72歳没）。墓所は東京都港区の光圓寺。

## 芸風
持ちネタは多く、特に、京、大阪、江戸の言葉を使い分ける『祇園会』は「十八番」と評された。『縮上がり』『五人廻し』などの廓噺、義太夫の素養を活かした『義太夫息子』、上方仕込みの『ざる屋』、江戸前では『猫久』、そして『逸見十郎太』『将門』『八百蔵吉五郎』などの芝居噺などを得意とした。
特に芝居噺は父譲りの本格派で初代中村吉右衛門の声色を使ったが、人気役者の声色で芝居噺を演じることのできた最後の噺家でもあり、特別な会では照明に蝋燭を用いるなど江戸時代からの古い演出を行い珍重された。

## 人物
風貌は顔が黒くて面長でぎょろっとした目、髪は白くまるで白黒映画のネガのようであった。周囲からは「写真の原板」「茄子」または根岸に住んでいたことから「根岸の師匠」または落語協会2代目会長であったために「会長」桂の総家元に当たるため「家元」と呼ばれた。
毛並みの良さと重職にありながら人望がなく、元弟子の8代目文楽は花札に爪跡を入れていかさま博打をする文治に「この師匠は大したことがない。」と失望して5代目柳亭左楽門下に移籍したという。
4代目柳家小さんはあだ名付けの名人で、「デブの圓生」と言われた5代目三遊亭圓生に「カボチャ」と名付け、8代目文治と5代目圓生がけんかをすると小さんは「茄子と南瓜のけんかがござる」とひやかした。
若くして江戸・上方の噺に通じ、実力もありさん馬時代から美声売りにを嘱望されたが、文治襲名後は名跡を意識しすぎて伸び悩む。あれこれと工夫とするが、「あくが強過ぎる」、邪道に嵌り「ある程度まで行くと止まる芸」と評されるなどの悪循環となってしまう。折角の才能を活かせぬまま冷遇され、戦後は昼席のトリを取るくらいで、高齢もあいまって小声でぼそぼそしゃべり聞き取りにくかったという。ひどいときは高座の途中で客が帰るときもあり、晩年は引退同然の状態であった。

## 一門弟子
- 桂文都
- 桂文七
- 翁家さん生
- 翁家馬之助
- 翁家さん助
- 桂文慶
- 東京の桂文三
- 3代目笑福亭枝鶴
- 5代目桂文之助
- 翁家さん治（色物）